# 그놈 터미널
그놈 터미널(영어: GNOME Terminal)은 미국 컴퓨터 공학자인 헤복 페닝튼(Havoc Pennington) 및 GNU 기여자들이 작성한 그놈 데스크탑 환경을 위한 터미널 에뮬레이터이다. 터미널 에뮬레이터는 사용자가 그래픽 데스크탑 상에 있는 동안 UNIX 셸에 액세스 할 수 있게한다.

## 실행
```
> gnome-terminal
```

다음은 루트 권한으로 그놈 터미널을 실행하는 명령줄이다.
```
> sudo gnome-terminal
```

## 같이 보기
- 데스크톱 환경